# Iglesia y convento de las Mercedarias Descalzas de la Purísima Concepción
La iglesia y convento de las Mercedarias Descalzas de la Purísima Concepción (también conocida como «Las Góngoras») es una edificación de carácter conventual situada en la ciudad de Madrid, España.

## Historia y características
La construcción del edificio comenzó el 1 de septiembre de 1663, tras la decisión tomada en 1662 de Felipe IV de fundar un convento femenino de Nuestra Señora de la Inmaculada Concepción. Se dieron dos fases distintas en la construcción del convento: la inicial comenzada en 1663 y que tuvo como patrono a Juan de Góngora y como arquitecto a Fray Manuel de San Juan Bautista y Villarreal y una segunda que retomó las obras en 1668, que tuvo como patrono al conde de Villaumbrosa y como arquitecto a Manuel del Olmo. A pesar de que el proceso de construcción finalizó a finales del siglo xvii, se han acometido diversas obras de remodelación y restauración en los siglos xviii, xix (Antonio Ruiz de Salces, 1879) y en los años 90 del siglo xx.

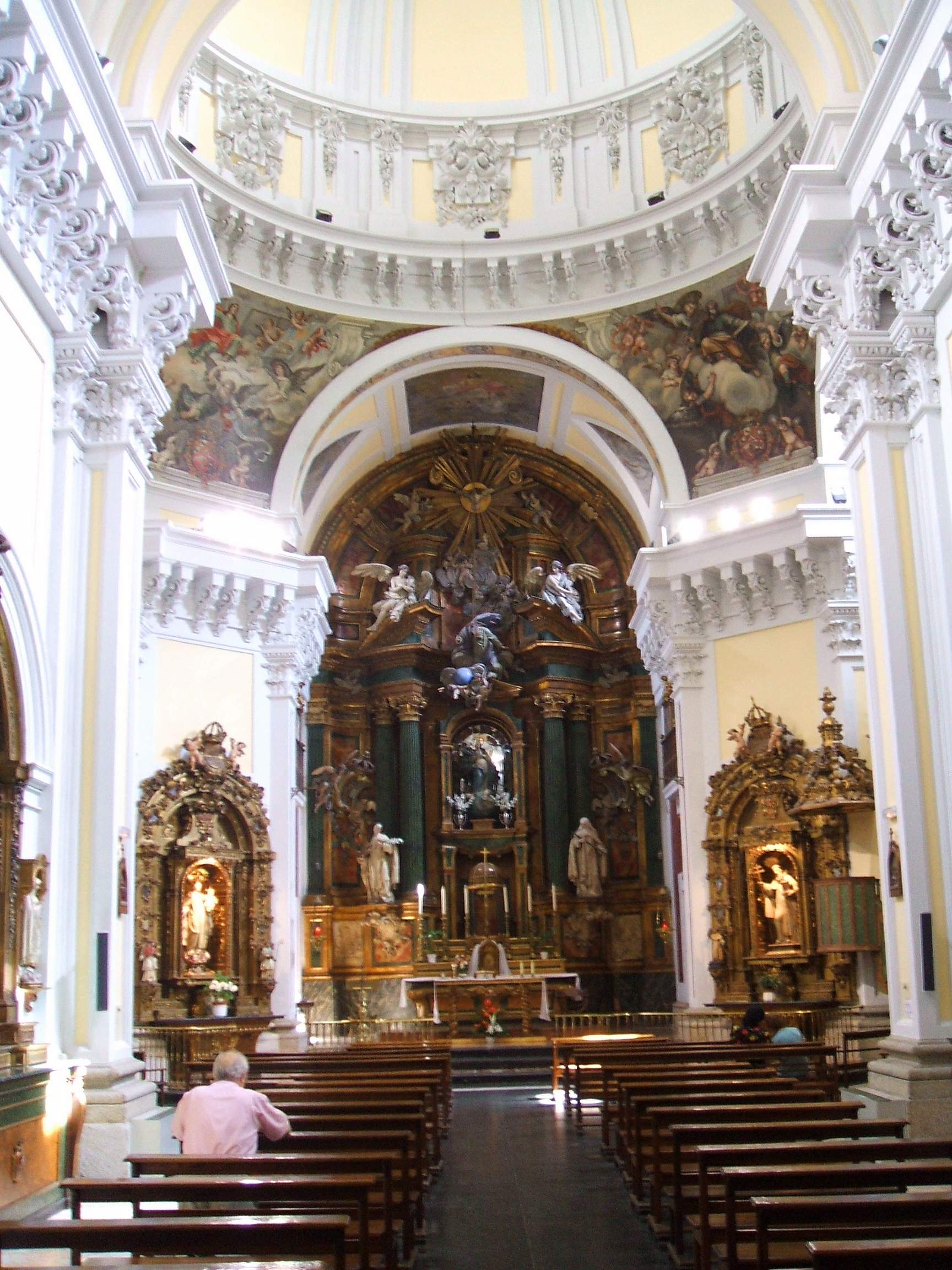
Vista de la nave de la iglesia

La iglesia presenta una única nave de planta de cruz latina de tres tramos con los brazos laterales del crucero rebajados, y techada con bóveda de cañón con lunetos. Además de la iglesia propiamente dicha y elemento más destacado, el complejo está formado por claustro de dos plantas y cinco patios, un jardín, un lavadero y un centro de enseñanza.
El convento fue incautado por las autoridades republicanas y las religiosas fueron expulsadas. Durante la guerra civil, como en otros casos, el edificio fue ocupado por milicianos o convertido en cuartel o almacén, aunque no hay constancia de una destrucción total del inmueble. La iglesia y el convento sufrieron daños materiales (saqueos, pérdida de objetos litúrgicos, imágenes, retablos), aunque el edificio se conservó estructuralmente. Terminada la guerra, las Mercedarias Descalzas pudieron regresar a la clausura y restaurar parte de lo perdido.
El complejo conventual fue declarado bien de interés cultural en la categoría de monumento por decreto de 8 de marzo de 2012.